# Cronología de Mesoamérica
La Cronología Mesoamericana divide la historia de Mesoamérica Precolombina en diferentes periodos: Paleo-Indio (primeros habitantes humanos 3500 a. C.), Arcaico (3500 a. C.–1200 a. C.), Preclásico (1500 a. C.–300 d. C.), Clásico (300 d. C.–950 d. C.), y Posclásico (950 d. C.–1521 d. C.). Algunas de estas divisiones en periodos han sido tomadas de la Cultura Maya: El límite entre el Clásico-Preclásico marca el primer colapso maya, el límite entre el Clásico-Posclásico marca el segundo y el año de 1697 marca la conquista de la última ciudad-estado maya, Tayasal. Sin embargo, esta cronología aplica también a otras civilizaciones mesoamericanas precolombinas.

## Panorama de la historia

### Periodo Paleo-Indio (10000 a.C.-3500 a.C.)
El periodo Paleo-Indio (también llamado, Lítico) es el que comienza desde los primeros signos de presencia humana en la región, hasta el establecimiento de la agricultura y otras prácticas (por ejemplo: cerámica y establecimientos sedentarios) y técnicas de subsistencia características de las proto-civilizaciones. En Mesoamérica, el término de esta fase y su transición hacia el Arcaico generalmente se puede reconocer entre el 10000 y el 8000 a. C., aunque esta fecha es meramente aproximada y diferentes escalas de tiempo pueden ser usadas entre campos y subregiones.

### Periodo Arcaico (3500 a.C.-2500 a.C.)
Durante el Arcaico se desarrolló la agricultura y se establecieron pueblos definitivos. Más tarde en este periodo, el uso de la cerámica y el telar fueron comunes, y la división en clases comenzó a aparecer. Muchas de las tecnologías básicas de Mesoamérica como la perforación y cerámica fueron establecidas durante este periodo.

### Periodo Preclásico (2500 a.C.-200 d.C.)
Durante el Preclásico se desarrolló la arquitectura ceremonial a gran escala, la escrituras, las ciudades y los estados. Muchos de los elementos distintivos de la civilización mesoamericana se pueden rastrear hasta este periodo, incluyendo el dominio del maíz, la construcción de pirámides, el sacrificio humano, la adoración del jaguar, el calendario complejo y la mayoría de los dioses.
La civilización Olmeca desarrolló y floreció en ciudades como La Venta y San Lorenzo Tenochtitlán. La Cultura Zapoteca floreció en el valle de Oaxaca, la civilización Teotihuacana en el valle de México y la Cultura Maya en el Istmo de Tehuantepec en lo que ahora es Chiapas, para posteriormente expandirse hacia Guatemala y la península de Yucatán.

### Periodo Clásico (200 d.C.-900 d.C.)
El Clásico estuvo dominado por numerosas ciudades-estado independientes en la región maya y también se dio el principio de la unidad política en el centro de México y Yucatán. Diferencias entre culturas se hicieron manifiestas. La ciudad-estado de Teotihuacán dominó el valle de México hasta principios del siglo VIII, pero sabemos muy poco acerca de la estructura política de esta región porque sus habitantes no dejaron registros. La ciudad-estado de Monte Albán dominó el valle de Oaxaca hasta finales del Clásico, dejando pocos registros con su escritura casi sin descifrar. Arte altamente sofisticado como arquitectura, relieves escultóricos, pintura mural, cerámica y lapidaria fueron desarrolladas y difundidas durante el periodo Clásico.
En la región maya, numerosas ciudades-estado como Tikal, Calakmul, Copán, Palenque, Uxmal, Cobá y Caracol alcanzaron su cenit. Cada una de ellas era en general independiente, aunque con frecuencia formaban alianzas y algunas veces se convertían en estados vasallos de las otras. El conflicto principal durante este periodo fue entre Tikal y Calakmul, quienes tuvieron una serie de guerras por más de medio milenio. Cada uno de estos estados fue declinando a finales del Clásico y finalmente fueron abandonados.

### Periodo Posclásico (900 d.C.-1521 d.C.)
En el Posclásico muchas de las grandes naciones y ciudades del Clásico colapsaron, aunque algunas continuaron, como Oaxaca, Cholula y las ciudades mayas de Yucatán tales como Chichén Itzá y Uxmal. Es visto algunas veces como un periodo de caos y guerras.
El Posclásico es a menudo visto como un periodo de declive cultural. Sin embargo, fue un tiempo de avances tecnológicos en arquitectura, ingeniería y armamento. La metalurgia (introducida en el 800) vino a ser usada para joyería y algunas herramientas, con nuevas aleaciones y técnicas, siendo desarrollada en solo unos pocos siglos. El Posclásico vio rápido movimiento y crecimiento de la población, especialmente en el centro de México después del 1200. También fue una época de experimentación en el gobierno. En primera instancia, en Yucatán, la 'doble regencia' aparentemente reemplazó a los gobiernos teocráticos del periodo Clásico, mientras que consejos oligárquicos operaban en la mayoría del centro de México. De la misma manera, parece que los pochtecas adinerados (clase comerciante) y las órdenes militares fueron más poderosas de lo que aparentemente eran en el Clásico. Esto le trajo a algunos mesoamericanos un grado de movilidad social.
Los Toltecas dominaron por un tiempo el centro de México entre los siglos XI–XIII, para después colapsar. Los mayas del norte estuvieron unidos por un tiempo como Mayapán, y Oaxaca estuvo unida brevemente bajo los Mixtecas entre los siglos XI–XII.
El Imperio Azteca floreció a principio del siglo XV y parecía estar en camino de asegurar una dominancia sobre la región del Valle de México no vista desde Teotihuacán. Mesoamérica fue descubierta por España, sin embargo, aunque hubo conquistadores también tuvieron alianzas con los nativos.
Hacia los 1400, el 'resurgimiento' maya en Yucatán y el sur de Guatemala y el florecimiento del Imperio Azteca evidentemente permitieron un renacimiento de las artes finas y la ciencia. Ejemplos incluyen el estilo 'Poblano-Mexica' en la cerámica, iluminación códice, trabajo en oro, el florecimiento de poesía Náhuatl y los institutos botánicos establecidos por la elite de los Aztecas.
Podría decirse que el Posclásico continuó hasta la conquista del último estado nativo independiente de Mesoamérica, Tayasal, en 1697.

## Horizontes culturales de Mesoamérica
La civilización mesoamericana es una red compleja de diferentes culturas. Como se ve en la línea de tiempo abajo, estas no necesariamente tuvieron lugar al mismo tiempo. Los procesos que dieron lugar a cada uno de los sistemas culturales en Mesoamérica fueron muy complejos y no estuvieron determinados solamente por la dinámica interna de cada sociedad. También factores externos influenciaron en su desarrollo. Junto con estos factores, por ejemplo, hubo relaciones entre grupos humanos y entre humanos y el medio ambiente, migraciones humanas y desastres naturales.
Historiadores y arqueólogos dividen la historia mesoamericana en tres periodos, cada uno de los cuales está descrito abajo. Es importante notar que las fechas mencionadas son aproximadas, y que la transición de un periodo a otro no ocurrió al mismo tiempo ni bajo las mismas circunstancias en todas las sociedades. De hecho, algunos autores han desafiado la visión euro-céntrica de esta cronología, que es muy análoga a la de la Antigua Grecia.

## Línea del tiempo

### Periodo Preclásico

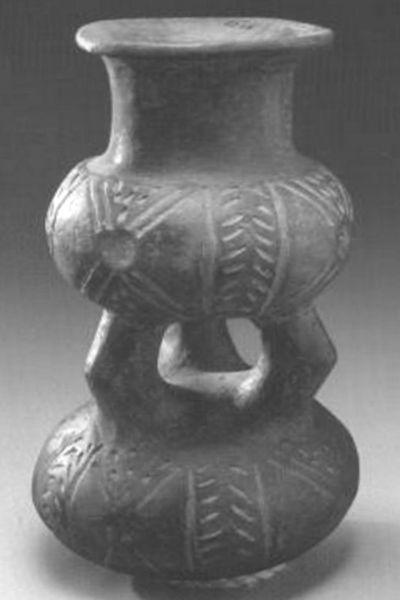
Vasija de la cultura Capacha, encontrada en Acatitán, Colima.

Algunos de los más prominentes sitios en la planicie del centro de México y regiones de la costa del Golfo.

El periodo preclásico corrió del 2500 a. C. al 200 d. C. Sus principios estuvieron marcados por el desarrollo de las primeras tradiciones cerámicas en el oeste, específicamente en los sitios como Matanchén, Nayarit y Puerto Marqués en Guerrero. Algunos autores sostienen que el temprano desarrollo de la cerámica en esta área está relacionada con los lazos entre la gente de Sudamérica y de la costa de México. El advenimiento de la cerámica se toma como un indicador de una sociedad sedentaria, y señala la divergencia de Mesoamérica de las sociedades del cazador en el desierto hasta el norte.
El periodo preclásico (también conocido como el periodo formativo) está dividido en tres fases: la temprana (2000 a. C.–1000 a. C.), la media (950 a. C.–400 a. C.) y la tardía (400 a. C.–200 d. C.). Durante esta primera fase, la manufactura de cerámica se extendió por la región entera, el cultivo del maíz y otros vegetales fueron bien establecidos, y la sociedad empezó a convertirse en estratificada en un proceso que concluyó con la aparición de las primeras sociedades jerárquicas por la costa del Golfo de México. Al principio del periodo preclásico, la Cultura de Capacha actuó como motor del proceso de civilización de Mesoamérica, y su cerámica se extendió por toda la región.
Por el 2500 a. C., pequeños establecimientos se fueron desarrollando en las tierras bajas del Pacífico de Guatemala; lugares como Tilapa, La Blanca, Ocós, El Mesak, Ujuxte, y otras, donde la cerámica más antigua de Guatemala ha sido encontrada. Desde el 2000 a. C. se ha documentado una alta concentración de cerámica en la costa del Pacífico. Excavaciones recientes sugieren que las tierras altas fueron un puente temporal y geográfico entre las villas del preclásico temprano en la costa del Pacífico y las ciudades de Petén. En Monte Alto, cerca de La Democracia, Escuintla, en las tierras bajas del Pacífico en Guatemala, algunas cabezas gigantes de piedras y «barrigones» fueron encontrados alrededor del 1800 a. C., correspondientes a la llamada cultura de Monte Alto.  Archivado el 9 de noviembre de 2012 en Wayback Machine.
Alrededor del 1500 a. C., las culturas del oeste entraron a un periodo de decadencia, acompañada de una asimilación a los otros pueblos con los que habían mantenido conexiones. Como resultado de ello, la Cultura de Tlatilco emergió en el Valle de México, y la Cultura Olmeca en el Golfo. Tlatilco fue uno de los principales centros de población de Mesoamérica en este periodo. Su gente fue experta en el aprovechamiento de los recursos naturales del Lago de Texcoco y cultivando maíz. Algunos autores postulan que Tlatilco fue fundada y habitada por los ancestros del hoy pueblo Otomí.
Los Olmecas, por otro lado, había entrado en una fase expansionista que los llevó a construir sus primeros trabajos de arquitectura monumental en San Lorenzo y La Venta. Los Olmecas intercambiaban bienes entre su misma área núcleo y con sitios tan lejanos como Guerrero y Morelos y lo que hoy es Guatemala y Costa Rica.
San José Mogote, un sitio que también muestra la influencia olmeca, cedió la dominancia de la planicie oaxaqueña a Monte Albán hacia el fin del preclásico medio. Durante este mismo tiempo, la cultura de Chupícuaro floreció en El Bajío, mientras que los olmecas del Golfo entraron en un periodo de decadencia.
Uno de los grandes hitos culturales que marcaron el preclásico medio es el desarrollo del primer sistema de escritura, ya sea por los Mayas, Olmecas o los Zapotecas. Durante este periodo, las sociedades mesoamericanas fueron altamente estratificadas. Las conexiones entre los diferentes centros de poder permitieron que se alzaran elites regionales que controlaban los recursos naturales y la labor campesina. Esta diferenciación social estaba basada en la posesión de ciertos conocimientos técnicos, como la astronomía, la escritura y el comercio. Aún más, el preclásico medio vio los principios del proceso de urbanización que vendrían a definir las sociedades del periodo clásico. En el área maya, ciudades como Nakbé en el 1000 a. C., El Mirador en el 650 a. C., Cival en el 350 a. C. y San Bartolo mostraron la misma arquitectura monumental del periodo clásico. De hecho, El Mirador es la ciudad maya más grande. Se ha argumentado que los mayas experimentaron un primer colapso en el 100 D.C., y resurgió hacia el 250 en el periodo clásico. Algunos centros poblacionales como Tlatilco, Monte Albán y Cuicuilco florecieron en las épocas finales del preclásico. Mientras tanto, los Olmecas se encogieron en tamaño y dejaron de ser los principales jugadores del área.
Hacia el final del periodo preclásico, la hegemonía política y comercial cambió a los centros poblacionales del Valle de México. Alrededor del Lago de Texcoco existió un número de villas que crecieron hasta ser verdaderas ciudades: Tlatilco y Cuicuilco fueron ejemplos de ello. La anterior hegemonía la podíamos encontrar en el banco del norte del lago, y la última en las laderas de la región montañosa del Ajusco. Tlatilco mantuvo fuertes relaciones con las culturas del oeste tanto, que Cuicuilco controló el comercio en el área maya, Oaxaca y la costa del Golfo. La rivalidad entre las dos ciudades terminó con la decadencia de Tlatilco. Mientras tanto en Monte Albán en el valle de Oaxaca, los Zapotecas habían empezado a desarrollar independencia cultural de los Olmecas, adoptando aspectos de esta pero con sus propias contribuciones también. En la costa del sur de Guatemala, Kaminaljuyú avanzó en la dirección de la que sería la Cultura Maya Clásica, aunque sus lazos con el centro de México y del Golfo, proveerían inicialmente sus modelos culturales. Aparte del oeste, donde la tradición de las tumbas de fosa había tenido sus raíces, en todas las regiones de Mesoamérica las ciudades habían crecido en riqueza, con construcciones monumentales llevadas a cabo de acuerdo a planes urbanos que eran sorprendentemente complejos. La pirámide circular de Cuicuilco data de este tiempo, como también la plaza central de Monte Albán, y la Pirámide de la Luna en Teotihuacán.
Alrededor del principio de la era común, Cuicuilco había desaparecido, y la hegemonía sobre la Cuenca de México había pasado a Teotihuacán. Los dos siguientes siglos marcaron el periodo en el que la llamada Ciudad de los Dioses consolidó su poder, convirtiéndose en la primaria ciudad mesoamericana del primer milenio, y el principal centro político, económico y cultural por los siguientes siete siglos.

#### Los Olmecas

El corazón de la cultura Olmeca.

Por muchos años, la Cultura Olmeca fue pensada como la 'cultura madre' de Mesoamérica, debido a la gran influencia que ejerció a través de la región. Sin embargo, perspectivas más recientes consideran a esta cultura como resultado de un proceso al cual contribuyeron personas contemporáneas, y que en algún momento cristalizó en las costas de Veracruz y Tabasco. La identidad étnica de los Olmecas aún es debatida. Basados en evidencia lingüística, arqueólogos y antropólogos generalmente creen que fueron hablantes de una lengua otomangue o bien (más verosímilmente) eran los ancestros de la hoy etnia Zoque ubicada en el norte de Chiapas y Oaxaca. De acuerdo a esta segunda hipótesis, las tribus Zoque emigraron hacia el sur después de la caída de los principales centros de población de las llanuras del Golfo. Sea cual sea su origen, estos portadores de la cultura olmeca llegaron a la orilla de sotavento unos ocho mil años antes de nuestra era, entrando como una cuña entre la franja de los pueblos proto-mayas que vivieron a lo largo de la costa, una migración que explicaría la separación de los Huastecas del norte de Veracruz del resto de los Mayas en la península de Yucatán y Guatemala.
La Cultura Olmeca representa un hito en la historia mesoamericana, en el que varias características que definen la región aparecieron en ella. Entre ellas están la organización de estado, el desarrollo de un calendario ritual de 260 días y el calendario secular de 365 días, el primer sistema de escritura y planeación urbana. El desarrollo de esta cultura empezó entre el 1600 y el 1500 antes de nuestra era, , aunque continuó consolidándose hasta el siglo XII a. C. Sus principales sitios fueron La Venta, San Lorenzo y Tres Zapotes en su núcleo. Sin embargo, a través de toda Mesoamérica hay numerosos sitios que muestran evidencia de ocupación olmeca, especialmente en la cuenca del Río Balsas, en donde se ubica Teopantecuanitlán. Este sitio es bastante enigmático, pues data desde algunos siglos atrás que las principales poblaciones del Golfo, un hecho que ha continuado causando controversia y dando lugar a la hipótesis de que la Cultura Olmeca se originó en esa región.

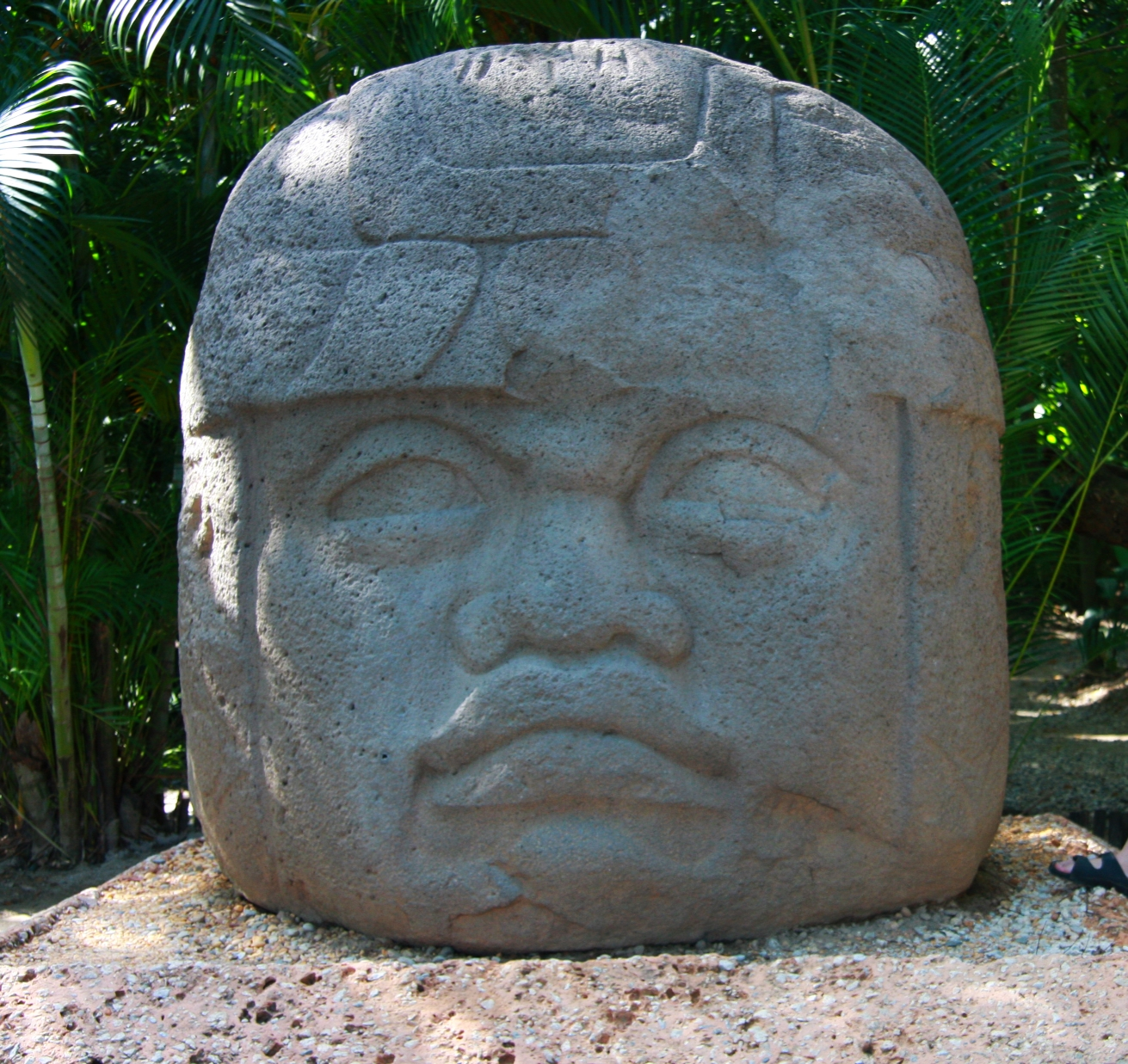
Cabeza colosal N°1 de La Venta.

Entre las mejor conocidas expresiones de la Cultura Olmeca están las cabezas de piedras gigantes, monolitos esculpidos de hasta tres metros de altura y varias toneladas de peso. Estas hazañas de trabajo en piedra por parte de los Olmecas es especialmente impresionante si se considera que los mesoamericanos carecían de herramientas de hierro y que las cabezas están en sitios a decenas de kilómetros de las canteras de donde se extraía el basalto. La función de estos monumentos es desconocida. Algunos autores proponen que eran monumentos conmemorativos para jugadores notables del juego de pelota, y otros sostienen que eran imágenes de la elite gobernante olmeca.
Los Olmecas también eran conocidos por sus figuras hechas de jade y otras piedras preciosas. Muchas de las figuras y esculturas olmecas contienen representaciones del jaguar, que de acuerdo a José María Covarrubias, podía ser precursor de la adoración del dios de la lluvia, o tal vez un predecesor del que sería Tezcatlipoca en su manifestación de Tepeyolohtli, el "corazón de la montaña".
Las causas precisas de la decadencia olmeca son desconocidas.
Hacia el final del periodo preclásico, la hegemonía política y comercial cambió a los centros poblacionales del Valle de México. Alrededor del Lago de Texcoco existió un número de villas que crecieron hasta ser verdaderas ciudades: Tlatilco y Cuicuilco fueron ejemplos de ello. La anterior hegemonía la podíamos encontrar en el banco del norte del lago, y la última en las laderas de la región montañosa del Ajusco. Tlatilco mantuvo fuertes relaciones con las culturas del oeste tanto, que Cuicuilco controló el comercio en el área maya, Oaxaca y la costa del Golfo. La rivalidad entre las dos ciudades terminó con la decadencia de Tlatilco. Mientras tanto en Monte Albán en el valle de Oaxaca, los Zapotecas habían empezado a desarrollar independencia cultural de los Olmecas, adoptando aspectos de esta pero con sus propias contribuciones también. En Petén, las grandes ciudades mayas de Tikal, Uaxactún y Ceibal empezaron a crecer alrededor del año 300 antes de nuestra era.

### Periodo Clásico

Importantes establecimientos del periodo clásico, aproximadamente en el año 500 de nuestra era.

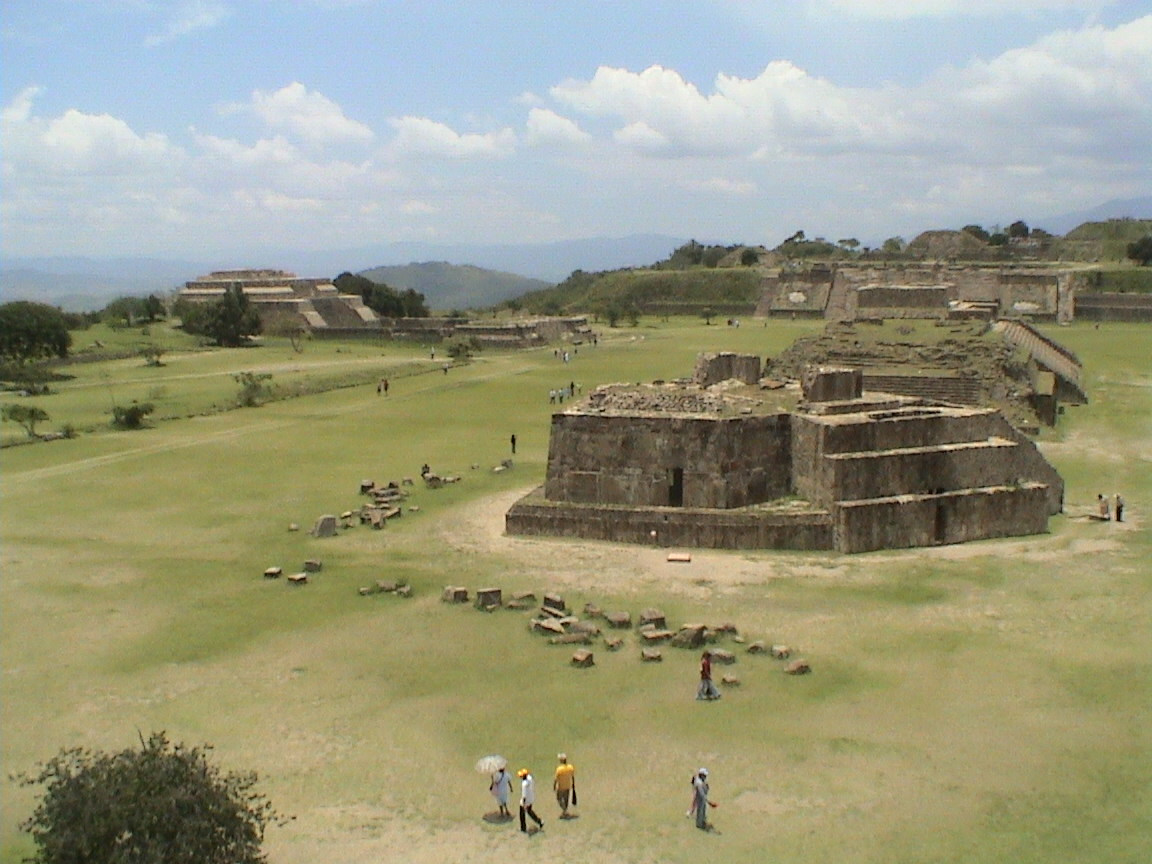
Plaza central de Monte Albán, ciudad construida en lo alto de una colina, que dominaba el valle central de Oaxaca.

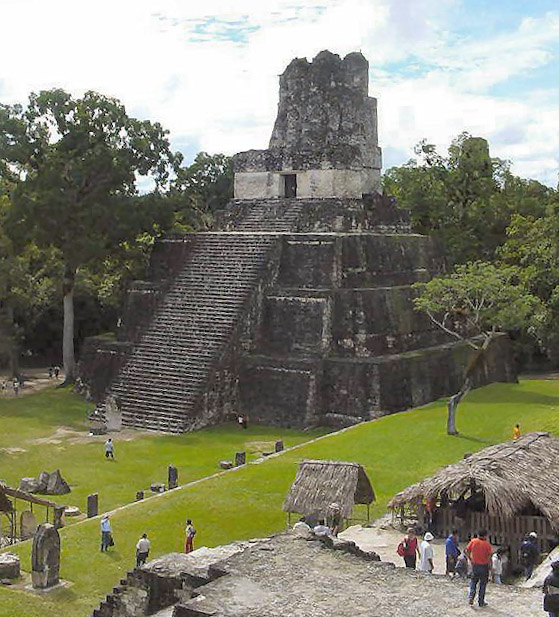
Templo 2, Tikal, Guatemala.

El periodo clásico de Mesoamérica incluye los años del 200 al 1000 de nuestra era. El punto final de este periodo varía de región a región: por ejemplo, en el centro de México está relacionado con la caída de los centros regionales del Clásico tardío (algunas veces llamado Epiclásico), hacia el año 900; en el Golfo, con la decadencia de El Tajín en el año 800; en el área maya, con el abandono de las ciudades en las tierras altas en el siglo IX; y en Oaxaca con la desaparición de Monte Albán alrededor del año 850. Normalmente, el periodo clásico en Mesoamérica está caracterizado por una etapa en la que las artes, ciencias, urbanismo, arquitectura y organización social alcanzaron su apogeo. Esto es cierto, pero no menos importante para nuestro entendimiento es el hecho de que es un periodo dominado por la influencia de Teotihuacán a través de la región, y que la competencia entre los diferentes estados mesoamericanos llevaron a una guerra continua.
Este periodo de la historia mesoamericana puede ser dividido en tres fases: Del temprano 250 al 550, Medio del 550 al 700 y Tardío del 700 al 900, de nuestra era. El Clásico Temprano estuvo dominado por Teotihuacán. De hecho, empezó con la política expansionista de la ciudad, que la llevó a controlar las principales rutas de comercio del norte de Mesoamérica. Durante este tiempo, el proceso de urbanización que empezó en los últimos siglos del Preclásico Temprano fue consolidado. Los principales centros de esta fase fueron Monte Albán, Kaminaljuyú, Ceibal, Tikal y Calakmul, y después Teotihuacán, en el que 80 por ciento de los 200 000 habitantes de la cuenca del Lago de Texcoco estaban concentrados.
Las ciudades de este periodo estuvieron caracterizadas por su naturaleza cosmopolita, es decir, por su composición multi-étnica, lo cual implicó la que personas con diferentes lenguas, prácticas culturales y lugares de origen cohabitaran en los mismos centros poblacionales. Durante este periodo las alianzas entre las elites políticas regionales fueron fortalecidas, especialmente para aquellos aliados con Teotihuacán. También, la diferenciación social se hizo más pronunciada: un pequeño grupo dominante gobernó sobre la mayoría de la población. Esta mayoría fue forzada a pagar tributo y participar en la construcción de las estructuras públicas, tales como los sistemas de irrigación, edificios religiosos y los medios de comunicación. El crecimiento de las ciudades no podría haber ocurrido sin avances en los métodos agrícolas y sin el fortalecimiento de las redes de comercio involucrando no solo a los habitantes de Mesoamérica, sino también a las culturas distantes en Oasisamérica.
El arte de Mesoamérica alcanzó su punto más alto durante este periodo. Especialmente notable fueron las estelas mayas, exquisitos monumentos conmemorando las historias de las familias reales, el rico cuerpo de la cerámica policrómica, y pintura mural, aunque sobresalieron también en la música. Mientras tanto en Teotihuacán, la arquitectura tuvo grandes avances: en esta ciudad el estilo Clásico fue definido por la construcción de basamentos piramidales que se inclinaban hacia arriba de manera gradual. El estilo arquitectónico teotihuacano fue reproducido y modificado en otras ciudades a través de Mesoamérica, los más claro ejemplos se dieron en la capital de los Zapotecas Monte Albán y Kaminaljuyú en Guatemala. Siglos después, mucho más tarde de que Teotihuacán fuera abandonada alrededor del 700 de nuestra era, ciudades del Posclásico siguieron el estilo teotihuacano en sus construcciones, especialmente Tula, Tenochtitlán y Chichén Itzá.
Este periodo también vio muchos avances científicos. Los Mayas refinaron su calendario y escritura, así como las matemáticas, a su más alto nivel de desarrollo. La escritura comenzó a ser usada a través de toda el área maya, aunque aún se veía como una actividad noble y practicada solo por escribas nobles, pintores y sacerdotes. Usando un sistema similar de escritura, otras culturas desarrollaron sus propios escritos, los más notables ejemplos fueron los de las culturas Ñuiñé (Sistemas de escritura de Mesoamérica) y de los Zapotecas en Oaxaca, aunque el sistema maya fue el único desarrollado totalmente en la América Precolombina. La astronomía permaneció como materia de vital importancia para la agricultura, las bases económicas de la sociedad mesoamericana, y para predecir eventos en el futuro tales como eclipses lunares y solares, una característica muy importante para los gobernantes de Mesoamérica, lo que le demostraba a los plebeyos sus vínculos con el mundo celestial.
El periodo Clásico medio terminó en el norte de Mesoamérica con la decadencia de Teotihuacán alrededor del año 700 de nuestra era. Esto permitió que otros centros de poder regionales florecieran y compitieran por el control de las rutas de comercio y recursos naturales. De esta manera comenzó el clásico tardío. Como se dijo anteriormente, este fue un periodo de fragmentación política durante el cual ninguna ciudad tenía completa hegemonía. Varios movimientos poblacionales ocurrieron durante este periodo, causados por la incursión de grupos desde Aridoamérica y otras regiones del norte, quienes empujaron a las poblaciones más viejas de Mesoamérica hacia el sur. Entre estos grupos estuvieron los Nahuas, quienes fundaron ciudades como Tula y Tenochtitlán, las dos capitales más importantes del Posclásico. En adición a las migraciones del norte, la gente del sur finalmente se establecieron en el centro de México. Entre estos estuvieron los Olmecas-Xicalancas, quienes vinieron de la península de Yucatán y fundaron Cacaxtla y Xochicalco.

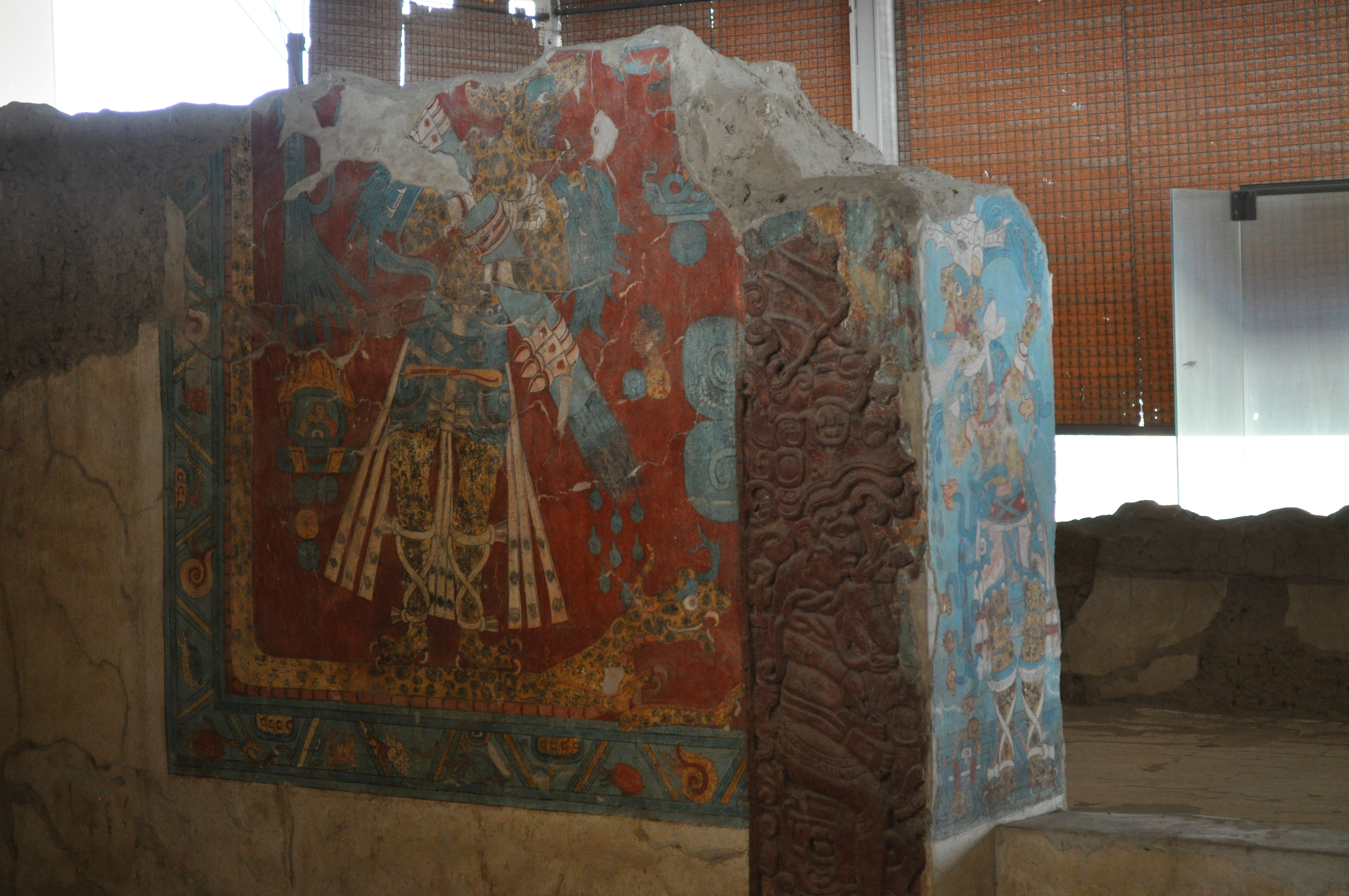
Mural del Portico A Cacaxtla, Tlaxcala.

En la región maya, Tikal, viejo aliado de Teotihuacán, experimentó un declive, después de haber sido derrotada por Dos Pilas, y El Caracol, aliado de Calakmul, duró al menos otros 100 años. Durante este tiempo, las ciudades de Dos Pilas, Piedras Negras, El Caracol, Calakmul, Palenque, Copán y Yaxchilán se consolidaron. Estas y otras ciudades-estado de la región se encontraron envueltas en guerras sangrientas con alianzas cambiantes, hasta que Tikal venció, en orden, a Dos Pilas y El Caracol, con ayuda de Yaxhá y El Naranjo, después Waká, último aliado de Calakmul y al final a Calakmul misma, evento que tuvo lugar en el 732 de nuestra era, con el sacrificio del hijo de Yuknom Cheen en Tikal, lo que llevó a la construcción monumental de arquitectura en esta misma ciudad, del año 740 al 810, siento documentada la última en el 899. La ruina de la Civilización Maya clásica en las tierras bajas de norte, empezó en estados tales como Dos Pilas, Aguateca, Ceibal y Cancuén en el año 760, seguida por el sistema de ciudades del Usumacinta en Yaxchilán, Piedras Negras y Palenque, siguiendo un camino de sur a norte. Hacia el final del clásico tardío, los Mayas dejaron de registrar los años usando el calendario de cuenta larga, y muchas de sus ciudades fueron quemadas y abandonadas a la selva. Mientras tanto, en las tierras altas del sur, Kaminaljuyú continuó creciendo, hasta el año 1200. En Oaxaca, Monte Albán alcanzó el apogeo de su esplendor en el 750, aunque sucumbió finalmente hacia el final del siglo IX por razones que permanecen poco claras. Su destino no fue muy diferente del que tuvieron otras ciudades como La Quemada en el norte y Teotihuacán en el centro: fue quemada y abandonada. En el último siglo del clásico, la hegemonía del valle de Oaxaca pasó a Lambityeco, a varios kilómetros al este.

#### Teotihuacán

Vista de la Calzada de los Muertos desde la Pirámide de la Luna. Teotihuacán, Estado de México.

Teotihuacán (“La Ciudad de los Dioses” en Náhuatl) tuvo sus orígenes hacia el final del periodo preclásico, año 100 de nuestra era. Muy poco se conoce acerca de sus fundadores, pero se cree que el pueblo Otomí tuvo un importante papel en el desarrollo de la ciudad, como lo tuvieron en la cultura antigua del Valle de México, representada por Tlatilco. Al principio, Teotihuacán compitió con Cuicuilco por la hegemonía del área. En esta batalla política y económica, Teotihuacán estuvo ayudada por su control sobre los depósitos de obsidiana en las montañas de Navaja en el Estado de Hidalgo. La decadencia de Cuicuilco aún es un misterio, pero es sabido que una gran parte de sus antiguos habitantes se volvieron a establecer en Teotihuacán varios años antes de la erupción del volcán Xitle, que cubrió a la parte sur del pueblo en lava.
Una vez libre de competencia en el área del Lago de México, Teotihuacán experimentó una fase de expansión que la hizo una de las más grandes ciudades de su tiempo, no solo en Mesoamérica, sino en todo el mundo. Durante el periodo de crecimiento, atrajo a la mayoría de los que entonces vivían en el Valle de México.
Teotihuacán era completamente dependiente de la actividad agrícola, primariamente el cultivo del maíz, frijol y calabaza, la trinidad agrícola mesoamericana. Sin embargo, su hegemonía política y económica estaba basada en bienes externos por el cual disfrutó de un monopolio: cerámica, producida en el valle Puebla-Tlaxcala, y los depósitos minerales de las montañas de Hidalgo. Ambos fueron altamente valuados a través de Mesoamérica, y fueron intercambiados por mercancía lujosa del mayor calibre, de lugares tan lejanos como Nuevo México y Guatemala. Por esta razón, Teotihuacán se convirtió en el centro de la red de comercio mesoamericana. Sus asociados fueron Monte Albán y Tikal en el sureste, Matacapán en la costa del Golfo, Altavista (Zacatecas) en el norte y Tingambato en el oeste.
Teotihuacán refinó el panteón mesoamericano de deidades, cuyos orígenes datan del tiempo de los Olmecas. De especial importancia fue la adoración de Quetzalcóatl y Tláloc, deidades agrícolas. Vínculos comerciales promovieron el esparcimiento de estos cultos a otras sociedades mesoamericanas, quienes los tomaron y las transformaron. Se pensaba que la sociedad teotihuacana no tenía conocimientos para escribir, pero como Duverger demuestra, el sistema de escritura teotihuacano era extremadamente pictográfico, hasta el punto de que la escritura era confundida con el dibujo.
La caída de Teotihuacán está asociada con la emergencia de ciudades-estado dentro de los confines del área central de México. Se piensa que estos fueron capaces de florecer gracias a la decadencia teotihuacana, aunque las cosas pudieron haber ocurrido en orden opuesto: las ciudades de Cacaxtla, Xochicalco, Teotenango y El Tajín pudieron haber primero incrementado su poder, y después fueron capaces de estrangular económicamente a Teotihuacán, atrapada como lo era, en el centro del valle sin acceso a rutas comerciales. Esto ocurrió alrededor del año 600, y aunque la gente siguió viviendo ahí por otro siglo y medio, la ciudad fue finalmente destruida y abandonada por sus habitantes, quienes tomaron refugio en lugares tales como el Pueblo Culhuacán y Azcapotzalco en las orillas del Lago de Texcoco.

#### Los Mayas en el periodo Clásico

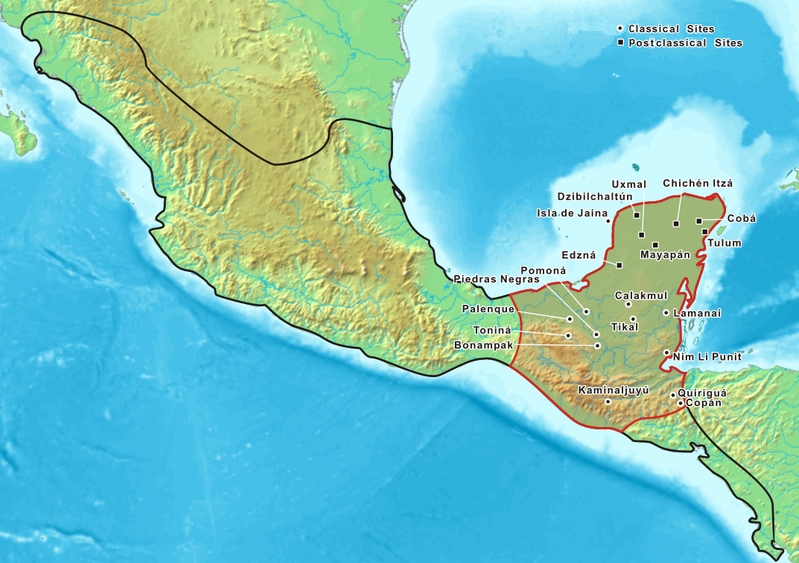
Mapa que indica la ubicación de los pueblos mayas y sus principales ciudades.

Los Mayas fueron los creadores de las más desarrolladas y mejor conocidas culturas mesoamericanas. Algunos autores como Michael D. Coe, piensan que la Cultura Maya es completamente diferente de las otras que le rodeaban. Sin embargo, muchos de los elementos presentes en esta cultural son compartidos por el resto de Mesoamérica, incluyendo el uso de dos calendarios, el sistema de números de base 20, el cultivo de máiz, el sacrificio humano, y cierto mitos, como el del quinto sol, y adoración de culto, incluyendo a Quetzalcóatl y el dios de la lluvia, que en lengua maya yucateca es llamado Chaac.

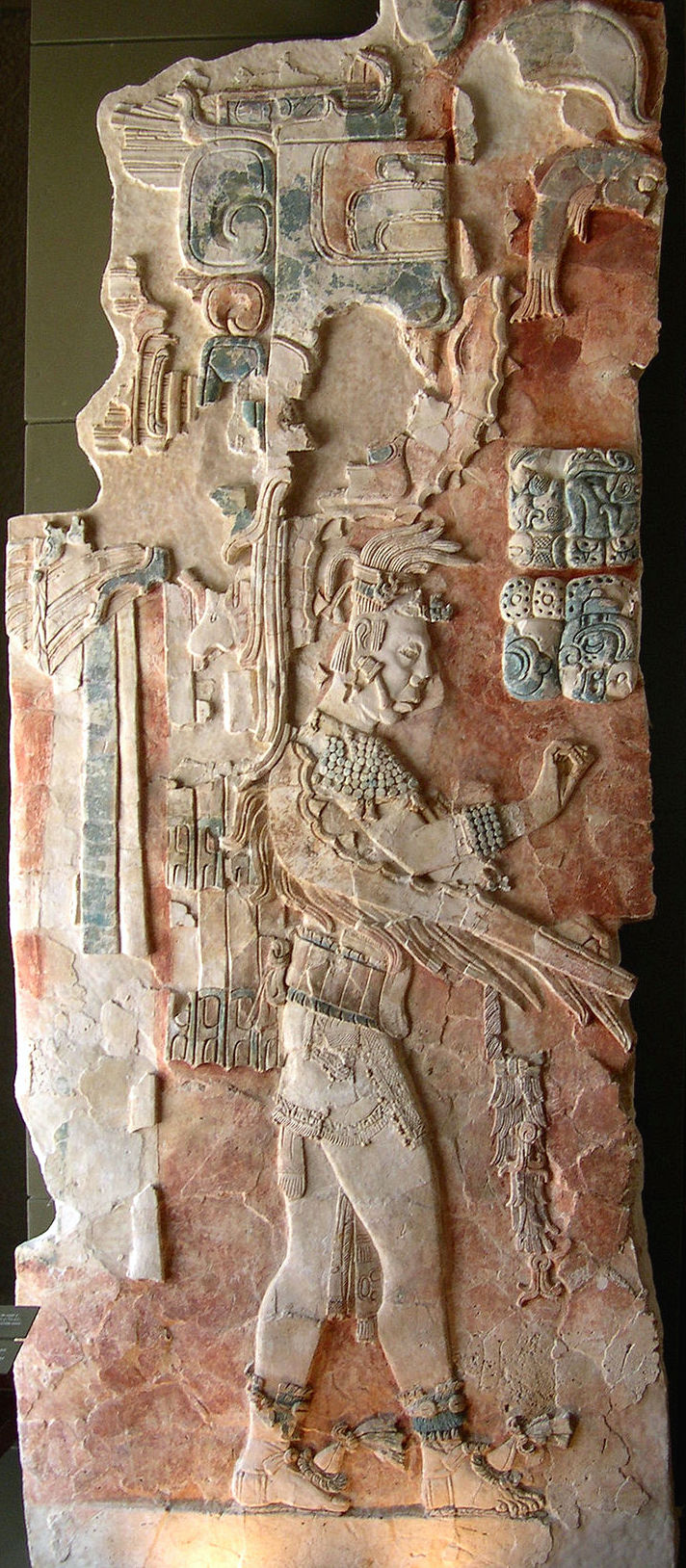
Bajo relieve en el museo de Palenque, Chiapas.

Los principios de la Cultura Maya datan desde el desarrollo de Kaminaljuyú en las tierras altas de Guatemala, en el preclásico medio. Takalik Abaj, en las tierras bajas del Pacífico, y sobre todo la Cuenca del Mirador en Petén, donde las principales ciudades de El Mirador, Nakbé, Cival y San Bartolo, entre otras, formaron el primer verdadero estado político en Mesoamérica, de acuerdo al Dr. Richard Hansen, así como otros investigadores, como Dr. Saturno. Sin embargo, arqueólogos creían que este desarrollo ocurrió siglos más adelante, pero las recientes investigaciones en Petén y Belice demostraron lo contrario. La evidencia arqueológica indica que los Mayas nunca formaron un imperio unido; en vez, estuvieron organizados en pequeños cacicazgos que estaban constantemente en guerra. De hecho, López Austin y López Luján han dicho que si hubiera una sola cosa que caracterizara al preclásico Maya sería su naturaleza belicosa. Ellos fueron probablemente gente con una más grande maestría en el arte de la guerra que Teotihuacán, aunque la idea de que eran una sociedad pacífica debido a la contemplación religiosa, que persiste hoy en día, fue particularmente promovida por Sylvanus G. Morley y Eric S. Thompson a mediados del siglo XX. No fue sino hasta más tarde que fue confirmado (por ejemplo, por los murales de Bonampak) que los Mayas practicaban el sacrificio humano y canibalismo ritual.
Las grandes ciudades mayas en el año mil, la escritura y el calendario maya fueron desarrollos un tanto tempranos, y algunos de los más viejos monumentos conmemorativos son de sitios en la región maya. Arqueólogos pensaban que los sitios maya funcionaban solo como centros ceremoniales, y que la gente común vivía en las villas alrededor. Sin embargo, excavaciones más recientes indican que los sitios mayas disfrutaban de servicios urbanos tan extensos como aquellos en Tikal, que se creía tenía 400 000 habitantes en su apogeo, Copán en el año 750 y otros, drenaje, acueductos y pavimento, que unía los centros principales desde el preclásico. La construcción de estos sitios se llevó a cabo basado en la sociedad estratificada, dominada por la clase noble, quien al mismo tiempo era la elite política, militar y religiosa.
Esta elite controlaba la agricultura, practicada por medio de sistemas de mezcla de tierra, y plataformas intensivas alrededor de las ciudades; y, como en el resto de Mesoamérica, impuso en las clases más bajas de la población impuestos, que permitieron concentrar los recursos suficientes para la construcción de monumentos públicos, que legitimaron el poder de las elites y la jerarquía social. Durante el periodo clásico temprano, en el año 370, la elite política maya sostuvo fuertes lazos con Teotihuacán, y es posible que Tikal, una de las más grandes ciudades mayas en este periodo, haya sido un importante aliado de esta y que controlaba el comercio con la costa del Golfo y las tierras altas. Finalmente, parece que la gran sequía que arrasó con América Central en el siglo IX, guerras internas, desastres ecológicos y hambrunas, destruyeron el sistema político maya, que llevó a levantamientos populares y la derrota de los grupos políticos dominantes. Muchas ciudades fueron abandonadas, quedando desconocidas hasta el siglo XIX, cuando los descendientes de los mayas condujeron a un grupo de arqueólogos europeos y norteamericanos a estas ciudades, que habían sido tragadas a través de los siglos por la selva.

### Periodo Posclásico

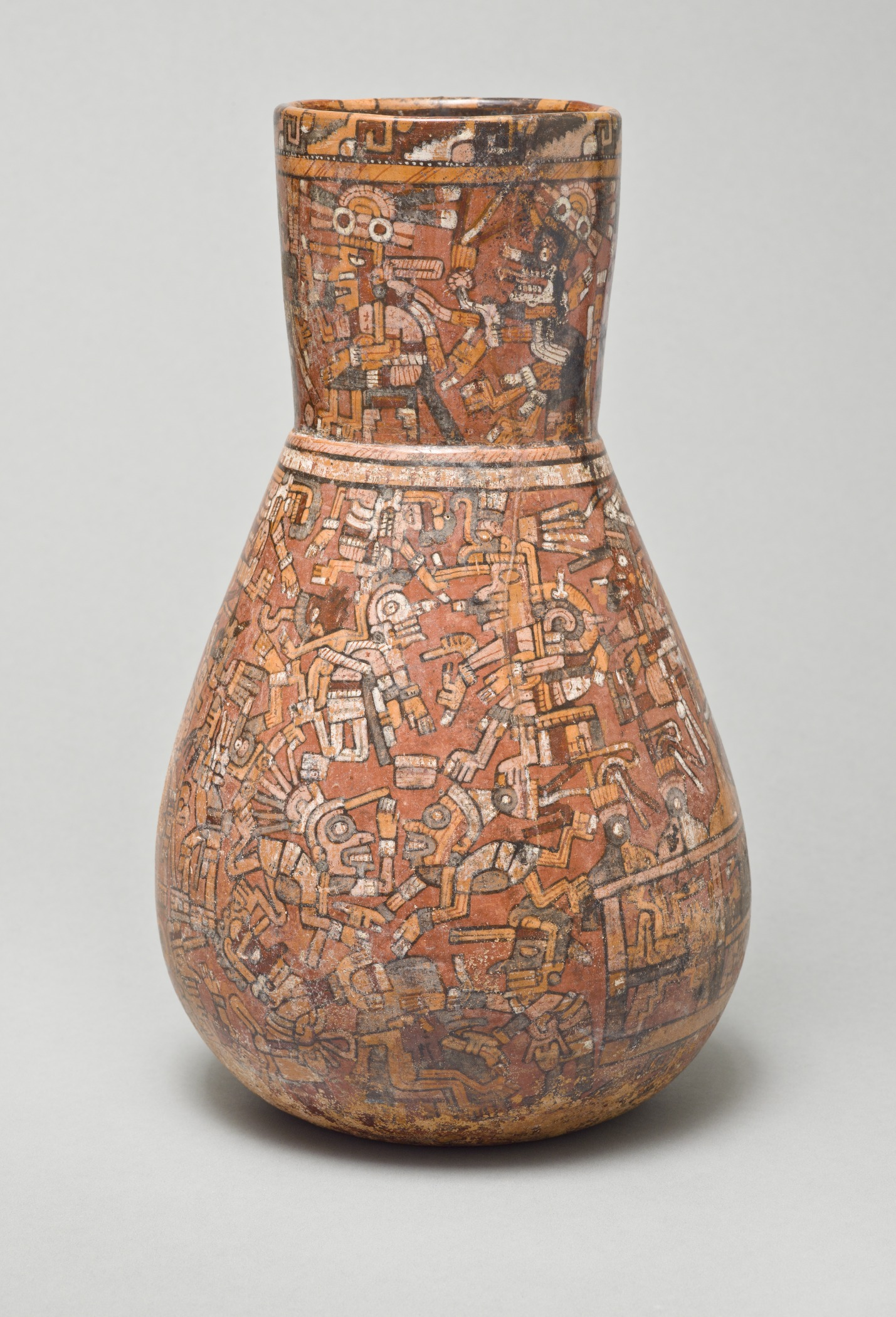
Vasija con códex de la Cultura Mixteca. Actualmente en el LACMA.

El Periodo Posclásico es el tiempo comprendido entre el año 900 y la conquista de Mesoamérica por los españoles, que ocurrió entre 1521 y 1697. Fue un periodo en el que la actividad militar adquirió gran importancia. Las elites políticas asociadas con la clase de sacerdotes fueron relevadas del poder por grupos de guerrero. A su vez, por lo menos medio siglo antes de la llegada de los españoles, la clase guerrera fue cediendo posiciones privilegiadas a un grupo muy poderoso que era ajeno a la nobleza: los Pochtecas, que eran comerciantes que obtenían gran poder político en virtud de su poder económico.
El Periodo Posclásico se divide en dos fases. La primera es el posclásico temprano, que incluye del siglo X al XIII, y que está caracterizado por la hegemonía tolteca de Tula. El siglo XII marca el comienzo del posclásico tardío, que comienza con la llegada de los chichimecas, lingüísticamente relacionado con los Toltecas y los Mexicas, quienes se establecieron en el Valle de México en 1325, seguido de un peregrinaje de dos siglos desde Aztlán, cuya ubicación exacta es desconocida. Muchos de los cambios sociales de este periodo final de la civilización mesoamericana están relacionados con los movimientos migratorios de los habitantes del norte. Estas personas venían de Oasisamérica, Aridoamérica y la región norte de Mesoamérica, llevados por el cambio climático que amenazaba su supervivencia. Las migraciones desde el norte causaron el desplazamiento de las personas que llevaban siglos en Mesoamérica; algunos de ellos partieron hacia Centroamérica.
Hubo muchos cambios culturales durante este tiempo. Uno de ellos fue la expansión de la metalurgia, importada desde Sudamérica, y cuyos más viejos remanentes en Mesoamérica vienen del oeste, que también es el caso de la cerámica. Los mesoamericanos no lograron gran facilidad con los metales, de hecho, su uso fue más bien limitado (hachas de cobre, agujas y sobre todo joyería). Las técnicas más avanzadas de la metalurgia mesoamericana fueron desarrolladas por los Mixtecos, quienes produjeron finos artículos hechos a mano. La arquitectura vio avances muy marcados también. El uso de clavos en la arquitectura fue introducido para soportar los lados de los templos, el mortero fue mejorado, el uso de columnas y techos de piedra fue difundido — algo que solo los mayas habían usado durante el periodo clásico. En la agricultura, el sistema de irrigación se convirtió en algo más complejo; en el Valle de México especialmente, las chinampas fueron usados extensivamente los Mexicas, quienes construyeron una ciudad de 200 000 habitantes a su alrededor.

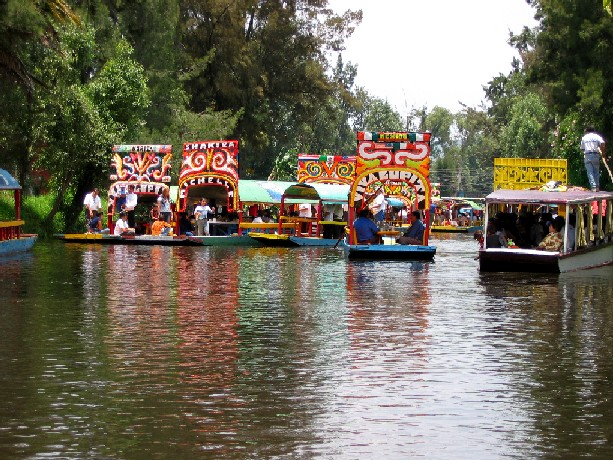
Vista actual de las chinampas de Xochimilco, Distrito Federal.

El sistema política también sufrió importantes cambios. Durante el posclásico temprando, las elites políticas afines a la guerra legitimaron su posición por medio de su adherencia a un complejo conjunto de creencias religiosas que López Austin llamó zuyuanidad. De acuerdo a este sistema, las clases gobernantes se proclamaron descendientes de Quetzalcóatl, la serpiente emplumada, una de las fuerzas creativas, y un héroe cultural en la mitología mesoamericana. Asimismo se declararon herederos de una ciudad no menos mítica, llamada Tollan en náhuatl, y Zuyuá en maya (de la cual López Austin deriva el nombre para el sistema de creencias). Muchas de las importantes capitales del tiempo se identificaron con este nombre (por ejemplo, Tollan Xicocotitlán, Tollan Chollollan, Tollan Teotihuacán. El mito de Tollan estuvo mucho tiempo identificado con Tula, en el Estado de Hidalgo, pero Enrique Florescano y López Austin argumentaron que esto no tenía una base. Florescano declara que el mítico Tollan era Teotihuacán; López Austin argumenta que Tollan era simplemente un producto de la imaginación religiosa de Mesoamérica. Otra característica del sistema zuyuano fue la formación de alianzas con otras ciudades-estado que eran controladas por grupos que tenían la misma ideología; tal fue el caso de la Liga de Mayapán en Yucatán, y la confederación mixteca de Ocho Venado, basada en las montañas de Oaxaca. Estas sociedades del posclásico temprano pueden ser caracterizadas por su naturaleza militar y poblaciones multi-étnicas.

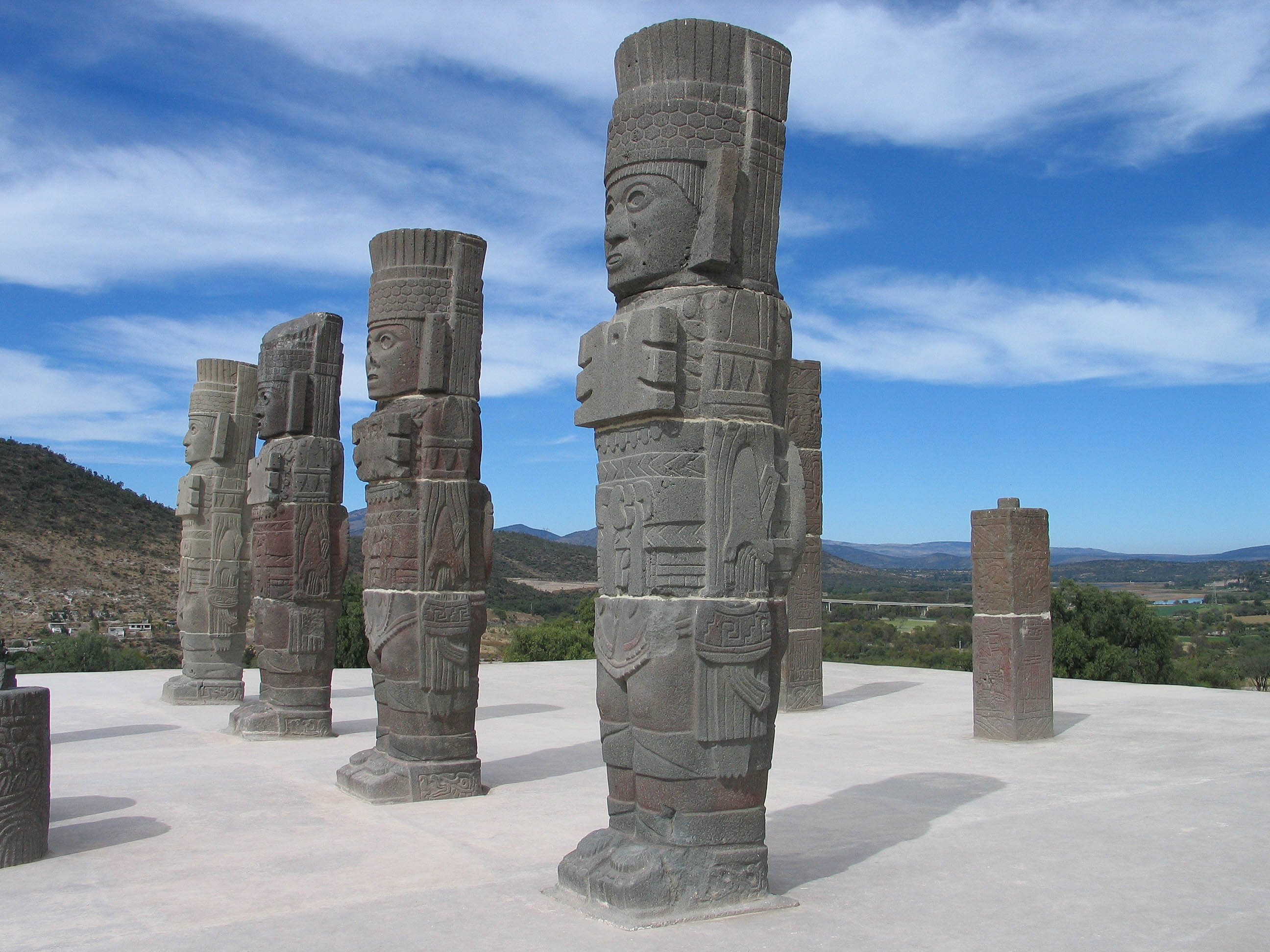
Pilares de Tula, Hidalgo.

Sin embargo, la caída de Tula comprobó el poder del sistema zuyuano, que finalmente terminó con la disolución de la Liga de Mayapán, el estado Mixteca y el abandono de Tula. Mesoamérica recibió nuevos inmigrantes del norte, y aunque algunos de estos grupos estaban relacionados con los antiguos Toltecas, tenían una completamente diferente ideología que los residentes existentes. Los últimos en llegar fueron los Mexicas, quienes se establecieron en una pequeña isla en el Lago de Texcoco bajo el dominio de los Tepanecas de Azcapotzalco. Este grupo, en las siguientes décadas, conquistaría una gran parte de Mesoamérica, creando un unido y centralizado estado cuyos únicos rivales fueron los Tarascos de Michoacán. Ninguno de ellos pudo vencer al otro, y parece que algún tipo de pacto no agresivo fue establecido entre los dos pueblos. Cuando los españoles arribaron mucha de la gente controlada por los Mexicas ya no deseaban seguir bajo su mando. Por ello, tomaron ventaja de la oportunidad presentada por los europeos, acordando apoyarlos, pensando que a cambio obtendrían su libertad, y no sabiendo que esto llevaría a la subyugación de todo el mundo mesoamericano. 

#### Los Mexicas

Mesoamérica y Centroamérica en el antes de la llegada de los españoles.

De todas las culturas de la Mesoamérica Precolombina, tal vez la mejor conocida es la de los Mexicas, también llamados Aztecas. Entre otras cosas, su fama se debe a que el estado Mexica fue el más rico y más poderoso en la región, que vino con el costo de la explotación de todos los pueblos alrededor. Al tiempo de la conquista mexicana, muchos misioneros estaban preocupados por preservar la historia cultural del pueblo de los Nahuas, y por esa razón, nuestro cuerpo de conocimiento acerca de ellos es mucho más grande y de mayor calidad.
Los Mexicas vinieron del norte o del oeste de Mesoamérica. Los Nayaritas creían que la mítica Aztlán estaba ubicada en la isla de Mexcaltitán. Algunos hipotetizan que esta isla mítica pudo haber estado ubicada en algún lado del Estado de Zacatecas, y se ha propuesto incluso que estaba tan lejos como Nuevo México. Cualquiera que sea el caso, no estaban probablemente tan cerca de la tradición mesoamericana clásica y tan lejos de la chingada. De hecho, compartían muchas características con la gente del centro de Mesoamérica. Los Mexicas hablaban Náhuatl, la misma lengua hablada por los Toltecas y los Chichimecas que habían venido antes que ellos.
La partida desde Aztlán se deduce que ocurrió en las primeras décadas del siglo XII (1311), con base en el documento conocido como la Tira de la Peregrinación, un códice en el que notables eventos migratorios fueron registrados de acuerdo al calendario Nahua. Después de mucho deambular, los Mexicas arribaron a la cuenca del Valle de México en el siglo XIV. Se establecieron en varios puntos a lo largo del río (por ejemplo Culhuacán y Tizapán), antes de establecerse en la isleta de México protegida por Tezozómoc, rey de los Tepanecas. La ciudad de Tenochtitlán fue fundada en el 1325 como una alianza de Azcapotzalco, pero en menos de un siglo en el 1430, los Mexicas se unieron con Texcoco y Tlacopan para levantarse en guerra contra Azcapotzalco y resultaron victoriosos. Esto dio nacimiento a la Triple Alianza que reemplazó la antigua confederación gobernada por los Tepanecas (que incluía Coatlinchán y Culhuacán).

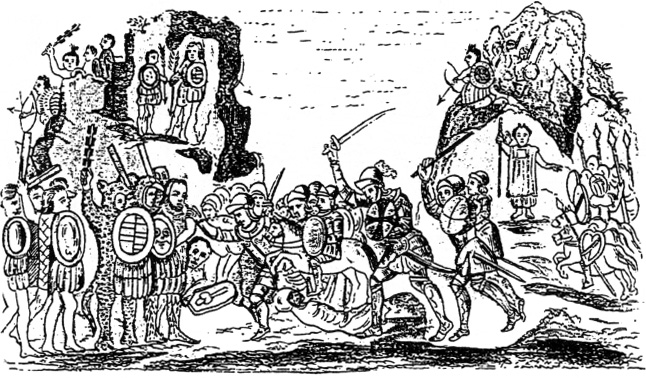
Escena de la conquista de México, en 1521.

En los tempranos días de la Triple Alianza, los Mexicas iniciaron una fase expansionista que los llevó a controlar buena parte de Mesoamérica. Durante este tiempo solo algunas regiones mantuvieron su independencia: Tlaxcala (Nahua), Meztitlán (Otomí), Teotitlán del Camino (Cuicateco), Tututepec (Mixteco), Tehuantepec (Zapoteca), y el noroeste (gobernado en ese tiempo por sus rivales, los Tarascos). Las provincias controladas por la Triple Alianza fueron forzadas a pagar tributo a Tenochtitlán; estos pagos fueron registrados en otro códice conocido como la Matrícula de Tributos. Este documento especifica la cantidad y tipo de cada objeto que cada provincia tenía que pagar a los Mexicas.
El estado Mexica fue conquistado por las fuerzas españolas de Hernán Cortés y su alianza con Tlaxcala y los Totonacas en 1521. La derrota de Mesoamérica fue completada cuando, en 1697, Tayasal fue quemada y arrasada por los españoles.